# Cham Zereshk
Cham Zereshk (persiska: چَم زِرِشك, چم زرشک) är en ort i Iran.   Den ligger i provinsen Lorestan, i den västra delen av landet, 400 km sydväst om huvudstaden Teheran. Cham Zereshk ligger 926 meter över havet och antalet invånare är 135.
Terrängen runt Cham Zereshk är kuperad österut, men västerut är den platt. Cham Zereshk ligger nere i en dal.Runt Cham Zereshk är det ganska tätbefolkat, med 52 invånare per kvadratkilometer. Närmaste större samhälle är Shāhzādeh Moḩammad, 7,8 km sydväst om Cham Zereshk. Omgivningarna runt Cham Zereshk är i huvudsak ett öppet busklandskap.